# Rečna slepota
Onkocerkiaza, znana tudi kot rečna slepota in Roblesova bolezen, je bolezen, ki jo povzroča okuženje s zajedavcem, črvom Onchocerca volvulus. Simptomi so med drugim občutno srbenje, podkožne bule in slepota. Bolezen je drugi najpogostejši vzrok slepote zaradi nalezljivih bolezni (za trahomom).
Zajedavski črv se širi s pikom črne muhe vrste Simulium. Običajno je treba precej pikov, preden do okužbe pride. Te muhe žive ob rekah, od tod tudi ime bolezni. Ko črv pride enkrat v telo okužene osebe, začne tvoriti ličinke, ki si potem utirajo pot na prosto skozi kožo. Ko so enkrat na prostem, lahko okužijo kako drugo črno muho, ki je na tem, da človeka piči. Za diagnozo so na voljo številne možnosti: lahko se biopsijo kože položi v slano vodo in preverja, ali iz vzorca začnejo lesti ličinke, lahko se pregleda oči, ali se v njih nahajajo ličinke, ali pa kontrolira podkožne bule, ali so v njih odrasli črvi.
Cepiva proti bolezni ni. Proti bolezni se bori s preprečevanjem mušjih pikov. Temu služijo primerna oblačila in pa zaščita proti žuželkam. Dodatno se tudi skuša s škropljenjem insekticidov zmanjšati populacije muh. Po številnih področjih sveta tečejo projekti, katerih cilj je dvakrat letno zdraviti celotno prebivalstvo in tako bolezen iztrebiti. Oboleli dobijo vsakih šest do dvanajst mesecev zdravilo ivermektin, ki ubija ličinke, ne pa tudi odraslih črvov. Zdravilo doksiciklin, ki uničuje simbiotično bakterijo Wolbachia, naj bi črve slabilo, tako da ga ravno tako priporočajo. Lahko se tudi kirurško odstranjuje podkožne bule.
Na svetu je približno 17 do 25 milijonov ljudi okuženih z rečno slepoto, približno 0,8 milijona med njimi trpi zaradi bolj ali manj resne izgube vida. Večina okužb se pojavlja v podsaharski Afriki, poročali pa so tudi že o primerih v Jemnu in izoliranih območjih Srednje in Južne Amerike. Leta 1915 je zdravnik Rodolfo Robles kot prvi ugotovil povezavo med črvom in obolenji oči. Bolezen je na seznamu Svetovne zdravstvene organizacije kot zapostavljena tropska bolezen.